# Gentleman (Lied)
Gentleman (auch GENTLEMAN) ist ein K-Pop-Song des südkoreanischen Sängers Psy.

## Interpretation
In dem Song singt Psy selbstironisch darüber, wie er als Gentleman (deutsch Ehrenmann) auf einer Party Frauen anspricht. Die Choreographie der kreisenden Hüften ist eine Art Hommage an das Musikvideo zum K-Pop-Song Abracadabra von den Brown Eyed Girls aus dem Jahr 2009.

## Musikvideo
Das Originalvideo auf YouTube hat über eine Milliarde Aufrufe erreicht. In Südkorea wird das Musikvideo zu Gentleman vom Fernsehsender KBS nicht gesendet, da es Vandalismus beinhaltet und als „unangemessen“ eingestuft wurde. So tritt Psy in einer Szene am Anfang des Videos einen Leitkegel weg.

## Kommerzieller Erfolg

### Chartplatzierungen
Der Song wurde am 12. April 2013 in über 100 Ländern angeboten. Bei den Online-Musikdiensten in Südkorea sei Gentleman sofort der am meisten heruntergeladene Titel gewesen.
In den britischen Singlecharts debütierte der Song am 14. April 2013 auf Position 61. Eine Woche später erreichte Gentleman Platz zehn in Großbritannien. Am selben Tag stieg das Lied auf Platz zwölf der US-amerikanischen Billboard Hot 100 Singlecharts ein. In Deutschland stieg Gentleman bis auf Platz zwölf.
Am 25. April 2013 wurde Gentleman als das „Video mit den meisten Klicks innerhalb von 24 Stunden“ ins Guinness-Buch der Rekorde aufgenommen.
| ChartsChartplatzierungen       | Höchstplatzierung | Wochen |
| ------------------------------ | ----------------- | ------ |
| Deutschland (GfK)              | 12 (21 Wo.)       | 21     |
| Österreich (Ö3)                | 7 (19 Wo.)        | 19     |
| Schweiz (IFPI)                 | 3 (17 Wo.)        | 17     |
| Südkorea (KMCA)                | 1 (14 Wo.)        | 14     |
| Vereinigte Staaten (Billboard) | 5 (16 Wo.)        | 16     |
| Vereinigtes Königreich (OCC)   | 10 (19 Wo.)       | 19     |

| ChartsJahrescharts (2013) | Platzierung |
| ------------------------- | ----------- |
| Deutschland (GfK)         | 65          |
| Österreich (Ö3)           | 65          |
| Schweiz (IFPI)            | 65          |
| Südkorea (KMCA)           | 1           |

### Auszeichnungen für Musikverkäufe
| Land/Region                  | Auszeichnungen für Musikverkäufe (Land/Region, Auszeichnung, Verkäufe) | Verkäufe |
| ---------------------------- | ---------------------------------------------------------------------- | -------- |
| Australien (ARIA)            | Gold                                                                   | 35.000   |
| Brasilien (PMB)              | Platin                                                                 | 60.000   |
| Deutschland (BVMI)           | Gold                                                                   | 150.000  |
| Italien (FIMI)               | Gold                                                                   | 15.000   |
| Neuseeland (RMNZ)            | Gold                                                                   | 7.500    |
| Schweden (IFPI)              | Platin                                                                 | 40.000   |
| Vereinigtes Königreich (BPI) | Silber                                                                 | 200.000  |
| Insgesamt                    | 1× Silber · 4× Gold · 2× Platin ·                                      | 507.500  |

### Auszeichnungen für Musikstreaming
| Land/Region     | Auszeichnungen für Musikverkäufe (Land/Region, Auszeichnung, Verkäufe) | Verkäufe  |
| --------------- | ---------------------------------------------------------------------- | --------- |
| Dänemark (IFPI) | Platin                                                                 | 1.800.000 |
| Insgesamt       | 1× Platin ·                                                            | 1.800.000 |

## Öffentliche Auftritte
Psy eröffnete das Finale von Germany’s Next Topmodel am 30. Mai 2013 mit Gentleman.